# Lagopus muta rupestris
Lagopus muta rupestris es una subespecie  de la familia Tetraonidae en el orden de los Galliformes. 

## Distribución geográfica
Se encuentra al norte del Canadá, incluyendo la Columbia Británica, el norte del Quebec y  Labrador.